# Gerli
Gerli is een plaats in het Argentijnse bestuurlijke gebied Lanús en Avellaneda in de provincie Buenos Aires. De plaats telt 64.640 inwoners.